# Хранители (комикс)
«Храни́тели» (встречается перевод «Часовы́е», англ. Watchmen) — ограниченная серия комиксов из двенадцати выпусков, опубликованная компанией DC Comics в период с сентября 1986 по октябрь 1987 года, а позже переизданная в виде графического романа. Авторы серии — писатель Алан Мур, художник Дэйв Гиббонс и колорист Джон Хиггинс — использовали в качестве прототипов супергероев, права на использование которых незадолго до того были приобретены DC Comics у другой компании, издававшей комиксы, — Charlton Comics. Поскольку предложенная Муром история не оставляла возможности дальнейшего использования многих из героев, редактор Дик Джиордано убедил писателей создать новых персонажей.
Мур использовал историю в качестве средства отражения общественных проблем того времени и критики концепции супергероев. Действие комикса происходит в альтернативной реальности 1980-х годов, где супергерои появились в 1940—1960-х годах и помогли США выиграть войну во Вьетнаме. Спустя несколько лет США находятся на грани ядерной войны с СССР, а костюмированные герои объявлены вне закона, и большинство из них отошло от дел, но некоторые продолжают тайно работать на правительство. Сюжет построен на расследовании убийства бывшего героя, финансируемого правительством, что в развязке комикса приводит к раскрытию ужасающей правды и смерти миллионов человек для того, чтобы предотвратить ядерную войну.
Отличительная художественная особенность романа — это его нелинейная структура повествования. Гиббонс компоновал по девять кадров на страницу, а также использовал повторяющиеся символы, такие, как окровавленный жёлтый смайлик. Все выпуски, кроме последнего, включают в себя дополнительные вымышленные документы — статьи, книги, фотографии, вырезки газет, которые имеют место в описываемом вымышленном мире и рассказывают предысторию событий. Начиная с третьей главы сюжет переплетается с другим комиксом — «Легенды Чёрной шхуны», который читает мальчик возле газетного киоска.
«Хранители» получили положительные отзывы как специализированных комикс-изданий, так и массовой прессы. Роман считается одним из лучших за всю историю комиксов и был удостоен множества наград вместе с создателями. После ряда попыток экранизации, в 2009 году вышел одноимённый фильм режиссёра Зака Снайдера, который был неоднозначно оценён критиками.

## Сюжет
Действие «Хранителей» разворачивается в 1980-х годах в Соединённых Штатах Америки в альтернативной реальности. Основным отличием от реального мира является существование костюмированных героев. Точка бифуркации приходится на 1938 год, и последующие события изменены — к примеру, война во Вьетнаме заканчивается, благодаря вмешательству Доктора Манхэттена, победой США. Другое важное отличие реальности комикса от нашей реальности — то, что президентом США в 1985 году является Ричард Никсон, избранный на пятый срок. Таким образом, в мире «Хранителей» не произошёл Уотергейтский скандал 1974 года, а вскоре после этого была принята поправка к Конституции, отменившая запрет на занятие президентского поста более двух раз. Описываемые события максимально приближены к реальности — никто из героев, кроме Доктора Манхэттена, не обладает сверхчеловеческими возможностями, описываясь словом вигиланты — некто бдительный, самолично вершащий правосудие, «мститель в маске». Доктор Манхэттен воспринимается правительством как стратегическое оружие против Советского Союза и одновременно ускоряет рост напряжённости между двумя странами. Спустя некоторое время герои перестали пользоваться доверием полиции и общественности, и правительство приняло декрет сенатора Кинна от 3 августа 1977 года, официально объявляющий костюмированных героев вне закона.

### Основные события
Октябрь 1985 года, нью-йоркская полиция безуспешно расследует смерть некоего Эдварда Блейка, выброшенного из окна собственной квартиры. Убийством заинтересовывается Роршах — последний «герой в маске», отказавшийся прекратить свою деятельность после того, как она была запрещена правительством. Роршах обнаруживает в квартире Блейка тайник с костюмом и экипировкой Комедианта — бывшего героя в маске, по слухам завербованного правительством. Роршах делает вывод, что кто-то «устраняет мстителей». Роршах пытается привлечь к расследованию других героев, делая упор на то, что если не найти убийцу, они могут стать следующими жертвами. Он предупреждает Дэниела Драйберга (Ночную Сову II), Адриана Вейдта (Озимандию), Джона Остермана (Доктора Манхэттена) и его девушку Лори Юспешик (Шёлковую Тень II).
Тем временем, многие художники, писатели и учёные пропадают без вести, и можно увидеть листовки о пропавших с обещанием награды. После похорон Блейка Доктора Манхэттена публично обвиняют по телевидению в том, что он якобы является причиной рака у людей, с которыми он близко общался, в том числе его бывшей любовницы Дженни Слейтер. Манхэттен принимает обвинения близко к сердцу и телепортируется на Марс, желая прекратить общаться с людьми. После его побега баланс сил между США и СССР нарушается. Советский Союз вторгается в Афганистан, проверяя реакцию Америки.
Неизвестный совершает покушение на жизнь Адриана Вейдта, но погибает сам. Вкупе с предыдущими событиями, это укрепляет гипотезу Роршаха насчёт заговора против бывших героев в масках, и он решает навестить бывшего преступника по имени Молох Мистик, общавшегося с Комедиантом незадолго до его гибели. Проникнув в квартиру, Роршах обнаруживает, что Молох мёртв, а дом окружён полицией. Роршах понимает, что его подставили и попадает в руки полиции.
Неудовлетворённая отношениями с Джоном Остерманом, чьи суперспособности постепенно отдаляют его от людей, Лори Юспешик сближается с Дэниелом Драйбергом. Вспоминая общее героическое прошлое, Лори и Дэниэл понимают, что скучают без приключений. Они снова надевают костюмы и решают вновь вернуться в качестве борцов с преступностью. Драйбергу начинает казаться, что в теории Роршаха относительно заговора против бывших героев есть доля правды, и они с Лори решают вызволить Роршаха из тюрьмы.
Роршах к моменту появления Лори и Дэниэла уже самостоятельно выбрался из камеры во время устроенного заключёнными бунта. Они забирают его и обсуждают, как продвинулось расследование. Внезапно появляется Доктор Манхэттен и убеждает Лори отправиться с ним на Марс «чтобы убедить спасти мир». Во время спора на Марсе Лори случайно узнаёт, что убитый Эдвард Блейк, которого она презирала за попытку изнасиловать её мать, является её биологическим отцом. Доктор Манхэттен задумывается над сложностью человеческой внутренней жизни и решает, что человечество стоит того, чтобы его спасать.
Тем временем, Ночная Сова и Роршах вместе приходят к выводу, что за смертью Комедианта и Молоха, заключением Роршаха под стражу и публичными обвинениями Доктора Манхэттена стоит один и тот же человек, и всё указывает на то, что этот человек — Адриан Вейдт. Роршах описывает свои подозрения в конце своего дневника и отправляет его почтой в «Новый Дозорный» — маленькую нью-йоркскую газету крайне правых взглядов, постоянным читателем которой он являлся. После этого Роршах и Ночная Сова отправляются на базу Адриана в Антарктиде.
Роршах и Ночная Сова встречают Адриана Вейдта, который рассказывает им свой план по предотвращению ядерной войны между США и СССР путём сплочения двух стран против общего врага — искусственно созданный Вейдтом монстр должен уничтожить население Нью-Йорка, имитируя нападение инопланетян, «уничтожить миллионы, чтобы спасти миллиарды». Адриан также подтверждает все выводы героев, признав, что это он убил Комедианта и Молоха, сфабриковал обвинения против Доктора Манхэттена, инсценировал покушение на себя самого и подставил Роршаха. Кроме того, он заявил о своей причастности к исчезновениям художников, учёных и писателей по всему миру — все эти люди тайно работали над созданием монстра Вейдта, после чего были убиты. Ночная Сова и Роршах пытаются остановить Вейдта, но Адриан заявляет, что уже привёл свой план в исполнение 35 минут назад.
Когда Доктор Манхэттен и Лори Юспешик возвращаются на Землю, они видят залитый кровью, вымерший Нью-Йорк. Манхэттен обнаруживает, что тахионы, блокирующие его способности к предсказанию будущего, излучаются с Антарктиды, и вместе с Лори телепортируется на базу Вейдта, где узнаёт о причастности Адриана к случившемуся. Манхэттен и Вейдт пытаются уничтожить друг друга, но всё заканчивается, когда Адриан включает телевизоры, по которым идут новости о том, что СССР и США объединяются для борьбы с новой инопланетной угрозой. Все герои, кроме Роршаха, признают, что в интересах человечества необходимо сохранить план Вейдта в тайне. Роршах же отказывается идти на компромисс «даже перед лицом Апокалипсиса» и заявляет, что раскроет правду людям, и только смерть может остановить его. Доктор Манхэттен убивает Роршаха.
В финале Доктор Манхэттен покидает Землю, окончательно отрешившись от происходящего на ней. Лори и Драйберг меняют имена и женятся. Редактор нью-йоркской газеты «Новый Дозорный» жалуется, что из-за новой политической ситуации ему не о чём писать, и просит ассистента подобрать что-нибудь из коллекции старых отклонённых материалов. Сюжет заканчивается, когда ассистент протягивает руку к корзине с бумагами, поверх которых лежит дневник Роршаха.

## Персонажи

Главные персонажи серии слева направо: Озимандия, Шёлковая Тень II, Доктор Манхэттен, Ночная Сова II, Роршах, внизу: Комедиант. Работа Дейва Гиббонса, включённая в коллекционное издание Watchmen International Edition в бумажной обложке

- Дэниэл Драйберг / Ночная Сова II — профессиональный орнитолог[11], отставной супергерой, ранее использовавший совиную тематику в своих костюмах. Персонаж Драйберга основан на супергерое DC Comics по имени Тед Корд, известном также как Синий Жук[1]. Также как и Тед Корд, который является вторым человеком, носившим псевдоним Синий Жук, Драйберг стал вторым Ночной Совой после Холлиса Мейсона, который работал в первой команде костюмированных героев[12]. Ричард Рейнольдс в книге Super Heroes: A Modern Mythology (рус. Супергерои: Современная мифология) отмечал, что несмотря на то, что официально персонаж основан на герое компании Charlton Comics, Ночная Сова скорее имеет больше отношения ко вселенной DC, в частности, к Бэтмену[13], а Клок высказал мнение, что характер Драйберга наиболее близок к «Кларку Кенту средних лет»[14].
- Уолтер Джозеф Ковач / Роршах — линчеватель, носящий белую маску из ткани, изобретённой Доктором Манхэттеном, на которой симметрично перемещаются чёрные пятна, аналогичные тесту Роршаха. Несмотря на закон, запрещающий деятельность мстителей в масках, он продолжает в одиночку бороться с преступностью, из-за чего сам получил статус преступника и разыскивается полицией. Мур описал Роршаха как «квинтэссенцию персонажа Стива Дитко, чья фамилия начиналась на „К“ и у которого есть маска странного дизайна», имея в виду Мистера Эй, созданного Дитко в 1967 году. Прототипом Роршаха в Charlton стал супергерой Вопрос[1]. Историк комиксов Бретфорд Райт полагает, что Роршах считает своё появление в этом мире случайным, а сам мир — морально пустым и безнадёжным[15]. Мур также рассказал, что не планировал смерть Роршаха до четвёртого выпуска, когда понял, что его бескомпромиссность не позволит ему дожить до конца истории[16].
- Джон Остерман / Доктор Манхэттен — «сверхчеловек», после запрета деятельности костюмированных героев работающий по контракту на правительство Соединённых Штатов. Бывший физик-ядерщик, с которым произошёл несчастный случай в 1959 году, и его разложило на атомы. Сумев собрать своё тело обратно, Остерман получил власть над материей и пространством, что сделало его возможности фактически божественными. Одновременно существует в прошлом, настоящем и будущем и осознаёт это. Его тело не чувствительно к гравитации, холоду, жаре, условиям вакуума, к любым материальным и нематериальным препятствиям. Основой для Доктора Манхэттена стал Капитан Атом, персонаж Charlton[1]. Мур изначально хотел сделать персонажа, каким-то образом связанного с ядерной угрозой, но вскоре решил вместо Атома использовать более усовершенствованного героя, каким стал Доктор Манхэттен. В отличие от других супергероев, для которых не требовалось научных знаний, Мур пытался вникать в основы ядерной физики, работая над созданием Остермана. Мур считал, что настолько усовершенствованный человек, который видит материю на квантовом уровне, не способен воспринимать время линейно — так, как его видят обычные люди, а потому он неизбежно будет отдаляться от человечества. Мур хотел сделать персонажа лишённого эмоций, как Спок из телесериала «Звёздный путь»[16]. Гиббонс создал персонажа с синей кожей, как Rogue Trooper, а позже сделал её более насыщенного цвета, а свечение объясняется эффектом Вавилова — Черенкова[17]. Мур был не уверен, разрешит ли DC изобразить персонажа полностью обнажённым, а Гиббонс позже, изображая наготу Манхеттена, тщательно выбирал ракурс, чтобы гениталии не выделялись отчётливо, особенно во фронтальной плоскости[18]. По сюжету именно правительство настаивает на использовании Джоном Остерманом псевдонима Доктор Манхэттен, чтобы противник ассоциировал супергероя с Манхэттенским проектом, а также выбрал себе символ. Ему предлагают символ атома, но Остерман отказывается в пользу символа атома водорода, «который он уважает»[19].
- Эдвард Блейк / Комедиант[20] — один из двух героев, завербованных правительством после декрета Кинна 1977 года, запрещающего деятельность костюмированных борцов с преступностью. Его убийство, которое происходит незадолго до начала первой главы, задаёт начальную сюжетную линию «Хранителей». Несмотря на это, Блейк неоднократно появляется во флэшбеках и воспоминаниях, из которых следует, что он был членом первой команды героев, Ополченцы, действовавшей в 1950—1960-х годах[9]. Комедиант был основан на Миротворце, персонаже Charlton, с элементами Ника Фьюри — шпиона, директора организации Щ. И. Т. во вселенной Marvel. Мур и Гиббонс описывали Комедианта как «своего рода Гордона Лидди[англ.], только намного более жёсткого»[1], а Ричард Рейнольдс описал его как «безжалостного, циничного и нигилистичного, но всё же способного на более глубокое, в отличие от остальных, понимание роли костюмированного героя»[9]. По сюжету является отцом Лори Юспешик, и несмотря на то, что он и пытался изнасиловать её мать, Салли, показано, что Лори была зачата после добровольных сексуальных отношений Блейка и Салли Юспешик.
- Лорел Юспешик / Шёлковая Тень II — потомственный костюмированный герой, дочь Салли Юспешик, которая входила в состав первой команды Ополченцев. На пике своей карьеры её мать, имеющая польские корни, сменила фамилию на Юпитер, посчитав её более подходящей публичной персоне. Лори выросла в тени Салли, из-за чего у них напряжённые отношения. Долгое время была возлюбленной Доктора Манхэттена, после декрета Кинна много лет жила вместе с ним, по ходу сюжета романа сблизилась с Дэниалом Драйбергом и в финале вышла за него замуж. Фактически прототипом Лори стала героиня Ночная тень издательства Charlton Comics, однако Мур был не впечатлён и использовал элементы Чёрной канарейки DC и ранней версии Фантомной леди Quality Comics[англ.][1].
- Адриан Вейдт / Озимандия — состоятельный бизнесмен, оставивший деятельность героя за два года до выхода декрета Кинна и построивший крупную корпорацию, занимающуюся энергетикой, генетикой, парфюмерией, производством фильмов и игрушек, имеющей свои интересы в индустрии спорта. Стал героем в костюме после приобщения к истории, античным учениям и культурологическому наследию египетской цивилизации. Один из двух героев, добровольно рассекретивших свою личность, наряду с Холлисом Мэйсоном. Взгляды Вейдта глубоки и комплексны, он оценивает картину в целом, видит связи в сложном[1]. Его кумир — Александр Македонский, вдохновлявший его во время супергеройской деятельности. PR-специалисты используют личностные качества Вейдта, чтобы растиражировать его образ «самого умного человека на земле». Прототипом персонажа стал герой Charlton Comics Громовержец. Ричард Рейнольдс отметил, что Вейдт обладает чертами, присущими суперзлодеям, — он абсолютно не стеснён моралью и без видимых угрызений совести убивает даже самых привязанных к нему людей, если находит это рациональным, и уверен в том, что помогает всему миру[21]. Является фактическим антагонистом всей серии, что становится понятно в финальной главе.

## Создание
Вероятно, я просто подумал, что был бы хороший способ начать комикс: «Известный супергерой найден мёртвым». Разгадывая тайну, мы бы привели в самое сердце этого мира супергероев и показали бы реальность, которая очень отличается от образа героя в глазах широкой общественности.
В 1983 году DC приобрели у Charlton Comics линейку персонажей. В этот период писатель Алан Мур занимался подготовкой сюжета, где бы использовались новые персонажи, которых он частично переписал бы, как это было сделано в его серии Miracleman ещё в начале 1980-х. Мур считал, что для сюжета подойдёт команда Могучих Крестоносцев и MLJ Comics, импринта издательства Archie Comics, а потому придумал историю с загадочным убийством одного из его членов — героя по прозвищу Щит, тело которого находят в гавани, но в конечном счёте отказался от идеи с MLJ Comics и использовал персонажей, ранее появившихся в серии Who Killed the Peacemaker (рус. Кто убил миротворца), и предложил идею тогдашнему редактору DC Дику Джиордано. Джиордано оценил предложенную Муром историю, однако был против использования героев Charlton Comics, объяснив это тем, что после окончания серии герои будут либо мертвы, либо просто перестанут появляться. Вместо этого Джиордано уговорил Мура создать новых персонажей, несмотря на первоначальное недовольство Мура, который считал, что «свежие» персонажи не вызовут резонанса среди читателей. Позже Мур прокомментировал, что остался доволен, и работа над новыми персонажами удалась достаточно хорошо, а потому они казались в определённой степени знакомыми.
Художник Дэйв Гиббонс, который сотрудничал с Муром ранее, узнал о том, что Мур начал работу над новым проектом с новыми персонажами. Гиббонс выразил желание участвовать, и Мур отправил ему первые наброски сюжета. После того, как Гиббонс ознакомился, он сообщил Джиордано, что хочет начать работу над серией и был утверждён. Гиббонс порекомендовал редактору колориста Джона Хиггинса из-за его необычного стиля; Хиггинс обсудил детали контракта и согласился присоединиться к работе, а место редактора серии занял Лен Вейн, а Джиордано контролировал только некоторые детали. Позже оба оставили контроль над серией, а Джиордано заметил, «ради Бога, кто сможет заниматься литературным редактированием Мура?»
Получив добро на работу над проектом, Мур и Гиббонс провели целый день за обсуждением деталей персонажей, среды и оформления. Оба сошлись во мнении, что «Супер-дупер-мен», пародия на Супермена, показанная в телешоу ''Mad'' в апреле — мае 1953 года, была довольно удачной, а потому стоит её взять за основу, добавив больше драматичности вместо комедии. Мур и Гиббонс описали задумки как «история знакомых старомодных супергероев в совершенно новом мире», а также намерения создать своеобразного «супергеройского Моби Дика» со всей его одержимостью. Мур придумал имена персонажей и их описание, а специфику их внешнего вида, манеру общения и взаимодействия оставил Гиббонсу. Гиббонс рассказал, что намеренно не принимался за дизайн персонажей, а «делал это на досуге, может быть, две-три недели просто делая наброски», его любимым персонажем стал Роршах: «Нужно было просто нарисовать шляпу. Если вы можете нарисовать шляпу, значит вы уже нарисовали Роршаха. Нужно просто добавить форму лица и чёрные пятна на ней — и готово».
Мур принялся за сценарий серии раньше запланированного времени, чтобы избежать задержек публикаций, с которыми столкнулись DC во время выпуска ограниченной серии Camelot 3000 (рус. Камелот 3000). Позже в одном из интервью он рассказал, что не зря начал работу раньше, так как времени хватало только на шесть выпусков, а было запланировано двенадцать. Мур решил чередовать основное повествование с отрывками, рассказывающими происхождение персонажей. Мур написал подробный сценарий и передал его Гиббонсу. Сценарий первого выпуска представлял собой сто страниц машинописного текста, с описаниями каждого кадра и всех врезок между страницами. Гиббонс пронумеровал каждую страницу, чтобы сразу распределить их в верном порядке и избежать смешивания, и принялся за карандашные наброски. Работа над оформлением полностью лежала на Гиббонсе, и редакция предоставила ему определённую творческую свободу, однако иногда в работе участвовал Мур или другие редакторы, с которыми связывались оба автора и уточняли некоторые детали или корректировки.
Несмотря на все попытки успеть в срок, в ноябре 1986 года Мур объявил, что серия, вероятно, выйдет с задержкой и полностью готовы только пять выпусков. Основной причиной задержки стало то, что Гиббонс получал сценарий Мура по частям и работал над рисунками по мере получения очередной главы. Работа замедлилась после четвёртого выпуска; Гиббонс, рассказывая о процессе создания комикса, упоминал, что Мур не отличался постоянностью — мог прислать один лист сценария, три или сразу шесть Когда редакторы начали бить сроки, создатели начали пользоваться услугами таксиста, который за 50 миль возил рукописи Мура Гиббонсу. Когда сроки были уже на исходе, жена и сын Дэйва помогали ему в мелочах — прорисовывали рамки или границы панелей на страницах, чтобы сэкономить время. Мур даже сократил один из монологов Озимандии потому, что Гиббонс был не в состоянии уместить всё на одну страницу, сцену, где Роршаху не удаётся прокрасться мимо Озимандии незамеченным. Оценив законченную работу, Гиббонс пришёл к выводу, что она напоминает телефильм «Архитекторы страха», вышедший в рамках телесериала «За гранью возможного».

## Художественные особенности
Муру и Гиббонсу при помощи «Хранителей» удалось продемонстрировать положительные качества и художественные особенности графических романов. В интервью 1986 года Мур рассказал, что хотел показать, как комиксы добились успеха там, где другие форматы произведений зачастую бессильны, а также подчеркнул отличия между комиксами и кино. По словам Мура, «Хранители» подходят для перечитывания «четыре или пять раз», а некоторые ссылки или аллюзии на культурные явления становятся понятны только после повторного прочтения. Гиббонс отметил, что на определённом этапе создания роман перестал быть простой «сказкой», а основное направление развития строится на так называемом макгаффине; сам сюжет не столь интересен и важен, как ссылки, аллюзии и рассматриваемые между строк темы.
Гиббонс рассказал, что сознательно сделал художественное оформление серии не похожим на стандартные комиксы тех времён, чтобы выделить «Хранителей» из общей массы. Отличия серии не только в общем художественном оформлении, но и прорисовке мелких деталей, таких как лица персонажей или телосложения; Гиббонс пользовался жёсткими тонкими чернильными ручками, а в 2009 году Мур рассказал, что, как бывший топограф, Гиббонс уделял значительное внимание мелочам, прорисовывая много мелких деталей на каждой странице. Сам Гиббонс впоследствии называл серию «комикс в комиксе», ссылаясь на подробное изображение газет, книг, описываемых в серии, а также комикса, который читает мальчик Берни рядом с газетным киоском, а также отмечал, что социальной составляющей серии (персонажами и взаимодействием) больше занимался Мур, а на нём лежала техническая работа. Изображение Америки альтернативной реальности позволило Гиббонсу изменить детали ландшафта, строений, добавить электромобили, что в некоторой степени даёт американским читателям возможность увидеть собственную культуру как бы со стороны. Некоторые моменты, такие как детали пожарных гидрантов, не были известны Гиббонсу, а потому во время рисования ему приходилось пользоваться справочниками.
Колорист Джон Хиггинс, занимавшийся последующей раскраской рисунков Гиббонса, пользовался матовыми красками и вторичными цветами. Мур оценил работу Хиггинса, признавшись, что всегда отмечал непохожесть его стиля на стиль стандартных колористов, работавших над комиксами, но Мур не любил пользоваться аэрографом, и Хиггинс впоследствии решил накладывать цвета обычным способом, сделав их более «плоскими». Большая часть серии выдержана в тёплых цветах, однако в шестом выпуске Хиггинс начал со светлых и постепенно перешёл к мрачным и тёмным, чтобы подчеркнуть мрачность сюжета.

### Структура
Структурно, некоторые моменты «Хранителей» также отклонились от принятой нормы, в частности, расположение кадров на странице. Вместо обычного расположения кадров различных размеров в зависимости от изображения, Гиббонс разделил страницу на девять частей, что было положительно оценено и Муром, и редакцией, а Мур отметил, что это дало ему «определённый уровень контроля повествования». Боб Стюарт из The Comics Journal в 1987 году упомянул, что расположение кадров на странице напоминает комиксы издательства EC Comics, и само художественное оформление схоже с работами одного из художников издательства — Джона Северина. Гиббонс согласился, что некое сходство есть, однако в своей работе он скорее вдохновлялся работой американского мультипликатора Харви Куртцмана, а также ранними рисунками Стива Дитко в серии The Amazing Spider-Man (рус. Удивительный Человек-паук), а также в комиксах о Докторе Стрэндже издательства Marvel Comics.
Обложка выступает в качестве вступительного кадра каждого выпуска. Гиббонс прокомментировал: «Обложка „Хранителей“ в реальном мире выглядит вполне реально, но в комиксе превращается в портал в другое измерение». Почти на каждой обложке представлена одна из мелких деталей сюжета, нарисованная крупным планом и без присутствия персонажей. Помимо компоновки кадров и обложки, Гиббонс придумал так называемую «ужасную симметрию», суть которой заключается в том, что первая и последняя страницы выпуска повторяют друг друга (с точки зрения отображения кадров), но в зеркальном отображении относительно центра.
В конце каждого выпуска, за исключением финального, следует дополнительный отрывок прозы авторства Мура. Отрывки представляют собой мистификации, среди которых отрывки отчётов, вымышленных книг, вырезки газет или статьи, написанные кем-либо из персонажей «Хранителей». Такие дополнения были включены в связи с тем, что у DC были проблемы по заполнению рекламного пространства в каждом из выпусков, в которых оставалось по восемь-девять страниц. DC хотела вставить рекламный текст крупными буквами, чтобы хотя бы частично заполнить оставшееся место, однако Лен Вейн посчитал это неподходящим и решил заполнить страницы предысторией серии. Вставки между главами рассказывают обо всех основных героях, кроме Комедианта:
| Глава | Название                                           | Комментарий |
| ----- | -------------------------------------------------- | --- |
| I     | «Записки под капюшоном»                            | Начальные страницы автобиографии Холлиса Мейсона, посвящённой периоду, когда он был «мстителем в маске» под псевдонимом Ночная Сова. |
| II    | «Записки под капюшоном»                            | Страницы из автобиографии Холлиса Мейсона, рассказывающие о деятельности группы «мстителей в масках» под названием Ополченцы. |
| III   | «Записки под капюшоном»                            | Последние страницы автобиографии Холлиса Мейсона, рассказывающие о 50-х годах: появлении нового поколения «мстителей в масках» и уходе на покой старого. |
| IV    | «Доктор Манхэттен: Сверхвозможности и сверхвласть» | Аналитическая статья профессора Мильтона Гласса о влиянии Доктора Манхэттена на современную политику. Автор рассказывает о происхождении фразы «супермен существует, и он американец». В статье под нетипичным для американского комикса углом упоминается сторона противника — Россия: «Ни одна из стран-союзниц во время Второй мировой войны не сражалась так яростно и не понесла таких колоссальных потерь, как Россия… Плоды именно их победы пожинал весь мир. Со временем вклад русских в победу над Германией стал постепенно преуменьшаться и замалчиваться…» |
| V     | «Остров сокровищ: Сокровищница комиксов»           | Отрывок из книги, повествующий о создании комикса «Легенды Чёрной шхуны». Значительное количество внимания уделяется взаимоотношениям авторов: сценариста и художников. |
| VI    | Личное дело Уолтера Джозефа Ковача                 | Сведения об аресте, сводный анамнез, сделанный в психиатрической больнице города Нью-Йорка, два сочинения, написанные Уолтером Ковачем (будущим Роршахом) в детском доме Чарлтон, рисунок, сделанный им в 13 лет, и одна из записей его психиатра, доктора Л. Малкольма. |
| VII   | «Кровь из плеча Паллады»                           | Статья Дэниэла Драйберга о совах, опубликованная в журнале Американского орнитологического общества осенью 1983 года. В статье анализируется вопрос отношения учёного-орнитолога к изучаемым им птицам на примере случаев из собственной биографии Драйберга. |
| VIII  | «Новый дозорный»                                   | Пресс-макет выпуска № 21 от 31 октября 1985 года, с пометками редактора. Газета встаёт на защиту арестованного Роршаха, у которого нашли подборку выпусков «Нового дозорного», называя «мстителей в масках» патриотами Соединённых Штатов Америки и защитниками справедливости. Вину за все проблемы журнал возлагает на «красных» и их пособников. Газета представляет собой бульварную прессу низкого качества, однако она недалека от правды, заявляя, что загадочные исчезновения людей и частей тел по всему миру являются частью одного заговора.                 |
| IX    | Подборка о Салли Юпитер                            | Подборка вырезок из газет и личных писем, связанных с Салли Юспешик. |
| X     | Деловая переписка Адриана Вейдта                   | Одобрение расширения линейки кукол «Озимандия», образец рекламного объявления парфюмерной линии «Ностальгия» с обоснованием предложения, рукопись предисловия к новому изданию буклета «Метод самосовершенствования Вейдта». |
| XI    | Интервью Адриана Вейдта                            | Интервью Адриана Вейдта, данное Дагу Роту, корреспонденту издания «Nova Express». Вырезка из журнала от 12 июля 1975 года. Само существование этого интервью подтверждает некоторую обоснованность подозрений «Нового дозорного» о предвзятости «Nova Express» в отношении Роршаха. |

### Легенды Чёрной шхуны
В середине выпусков 3, 5, 8, 10 и 11 появляется «рассказ в рассказе» под названием «Легенды Чёрной шхуны» — вымышленный комикс, который читает мальчик по имени Барни, сидя рядом с киоском газет в Нью-Йорке. Размышляя над выбором темы для комикса, Мур и Гиббонс высказали идею, что раз в описываемом мире супергерои существуют в реальной жизни, то в публикации комиксов о супергероях нет нужды, а потому ими была выбрана пиратская тема. Мур согласился, отчасти потому, что сам, как он позже рассказал, «большой фанат Бертольта Брехта»: в «Легендах Чёрной шхуны» присутствует аллюзия на песню Seeräuberjenny (рус. Пиратка Дженни) из пьесы «Трёхгрошовая опера» Брехта. Мур предположил, что мрачный пиратский сюжет интегрируется в повествование и вместе со своим подтекстом и аллегориями будет метафорически повторять происходящее в «Хранителях», представляя собой своеобразный «голос за кадром». После пятой главы следует отрывок из вымышленной книги «Остров Сокровищ: Сокровищница комиксов» (издательство Flint Edition, Нью-Йорк, 1984 год), рассказывающий об истории создания «Легенд Чёрной шхуны» и биографиях её создателей и фотографией реально существующего художника и писателя Джо Орландо, которого Мур выбрал, предположив, что если бы истории о пиратах были бы популярны во вселенной Хранителей, то редактор DC Джулиус Шварц пригласил бы Орландо для их иллюстрирования.
Главный герой повествования — моряк. История начинается с того, что он стоит на берегу острова среди обломков судна и трупов его команды и видит, как виновный в кораблекрушении корабль-призрак под названием «Чёрная шхуна» уплывает по направлению к Дэвидстауну — городу, где остались жена и дети героя. Одержимый идеей предупредить родных о приближении опасности, моряк делает плот из раздувшихся трупов и обломков корабля и отправляется в плавание. Чудом он доплывает до Дэвидстауна, но, обезумев от пережитого, принимает жителей своего города за захвативших его пиратов и устраивает среди них побоище, напав даже на свою собственную семью. Когда он понимает, что наделал, моряк возвращается к берегу моря, где видит приплывшую за ним «Чёрную шхуну». Позже Мур заявил, что «Легенды Чёрной шхуны» — по сути история Адриана Вейдта и метафорический аналог некоторых событий романа, таких как захват Роршаха или добровольное изгнание Доктора Манхэттена на Марс. Так, герой «Чёрной шхуны», подобно Вейдту, надеется предотвратить катастрофу и в буквальном смысле идёт по трупам для достижения цели.

### Символы

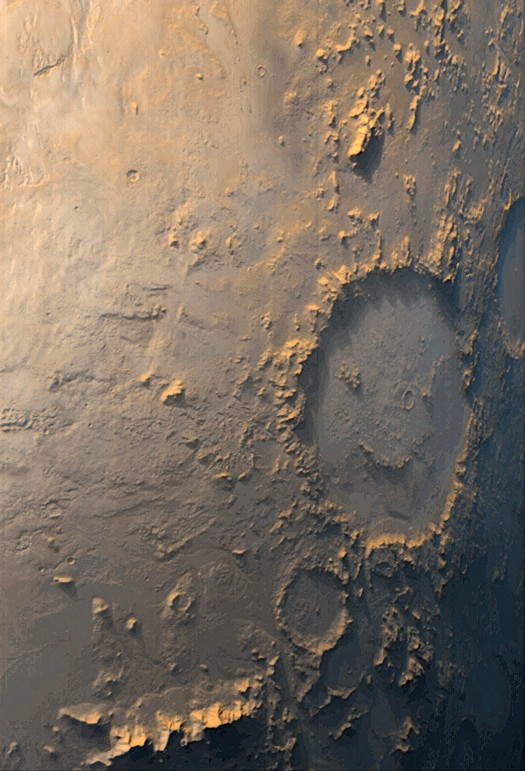
Кратер Галле на Марсе, напоминающий смайл, как пример повторяющихся символов в романе

Схематичное изображение строения атома водорода — логотипа Доктора Манхэттена, изображённого на его лбу

Алан Мур назвал Уильяма Берроуза одним из писателей, повлиявших на него в процессе создания «Хранителей», и восхищался его манерой использовать повторяющиеся символы, как в произведении «Здесь Ах Пуч», которое поначалу издавалось в виде комикс-сериала The Unspeakable Mr. Hart в британском журнале Cyclops. Мур также отметил, что не каждую аллюзию возможно понять сразу, некоторые из интертекстуальных ссылок Гиббонса он сам заметил после шестого или седьмого прочтения.
Начиная с первой страницы во многих моментах появляется окровавленный смайлик. В книге The System of Comics (рус. Система комиксов) Тьерри Гроенстин описал символ как ремарку, уточняющую некоторые детали сюжета и появляющуюся в его ключевых моментах, в частности, на первой и последней страницах, а круглую форму смайла Гроенстин обрисовал как «символический геометрический подтекст» романа. Гиббонс создал значок в виде смайлика как элемент костюма Комедианта, чтобы «облегчить» его общий внешний вид, а после его убийства добавил на значок брызги крови. Гиббонс предложил редакторам считать окровавленный смайл «символом всей серии», отмечая его сходство с часами конца света. Смайл появился на обложке первого выпуска без каких-либо человеческих деталей.
Другие символы или аллюзии, сопровождавшие серию, большей частью появились случайно, а Мур отметил, что маленькие детали возникают всюду в течение всего романа. Гиббонс отметил, что некоторые сцены также были написаны непреднамеренно, а логично вытекали из сюжета, например, сцена секса Дэниэла Драйберга с Лори Юспешик в квартире Дайберга, а потом — в летательном аппарате высоко в небе. В книге о кратерах Марса Гиббонс обнаружил фотографию ударного кратера Галле, который имеет сходства с улыбающимся смайлом, который был использован в романе, и решил добавить его изображение в сцене добровольного изгнания Доктора Манхеттена на Марсе.

## Темы

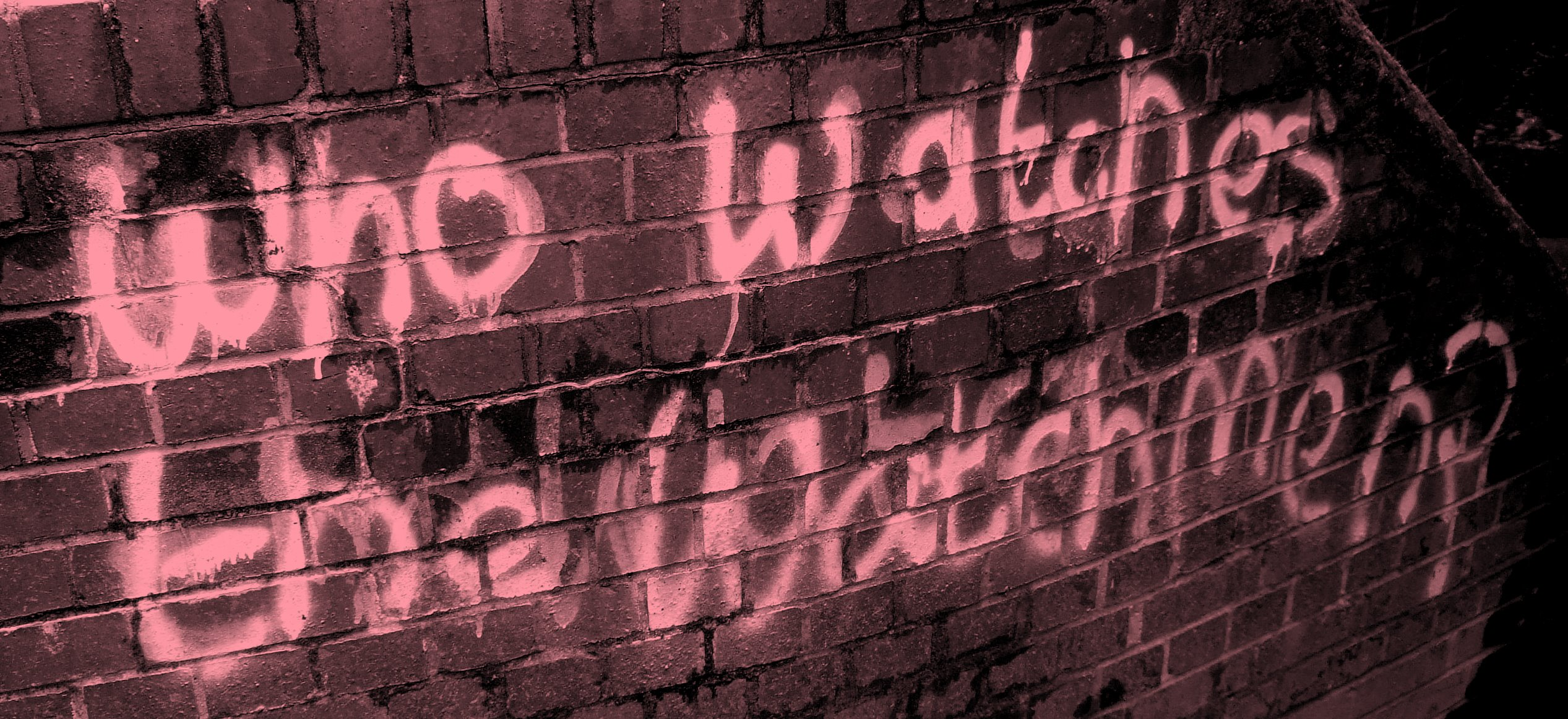
«Кто устережёт самих сторожей?». Граффити аналогичное тому, что появляется в «Хранителях». Хэмел Хэмпстед, Хартфордшир, Великобритания, май 2008

Алан Мур говорил, что «Хранители» рассказывают о «власти и идее появления в обществе сверхчеловека». Название серии имеет отношение к крылатому выражению «Кто устережёт самих сторожей?» (англ. Who watches the watchmen?), хотя в 1986 году Мур в интервью журналу ''Amazing Heroes'' рассказал, что не знал ранее об этой фразе. После прочтения интервью Мура писатель Харлан Эллисон сообщил Муру, что фраза является переводом латинского выражения «Quis custodiet ipsos custodes?» римского поэта Ювенала. Спустя год Мур отметил, что в контексте «Хранителей» фраза «Они следят за нами, а кто наблюдает за ними?» проводит параллель, аналогичную платоновской идее в «Государстве», где подразумевается, что кто-то, назначенный защитником, использует так называемую ложь во имя общего блага.
Историк Бретфорд Райт описал книгу как «некролог Мура концепции героев в целом, и супергероев в частности». Проанализировав историю в современном социологическом контексте, Райт высказал мнение, что описанные персонажи — послание Мура тем, кто верит в героев и в то, что лидеры охраняют мировые судьбы, и они аналогичны таким «хранителям» как Рейган или Тэтчер, которые, будучи иконами, должны были отказаться от личной ответственности и, возможно, чтобы сохранить вверенные им судьбы, должны забыть о сохранности планеты. В частности, в 1986 году Мур писал, что «Хранители» не распространяют идеи «антиамериканизма», а скорее «антирейганизма», ссылаясь на то, что в его время большая часть «рейгановской Америки» ничего не боится и уверена в том, что она защищена и неуязвима. Специально для того, чтобы включить в сюжет серии упоминания о «силовой политике» и «беспокойных временах», в которых жил Мур, он создал альтернативную реальность, в которой разворачиваются события комикса, чтобы читатели, разобравшись в подтексте, не были недовольны тем, что он напал на лидера, которым они восхищались.
«Правосудие? Правосудие настигнет каждого, что бы мы ни делали. Человечество пытается уничтожить себя с начала времён, а теперь у нас есть силы, чтобы завершить начатое. И ни до чего не будет дела, когда полетят ракеты, мы все станем пылью, а Озимандия станет самым умным человеком на кучке золы.»
«Хранителей» иногда называют «точкой, где комиксы достигли совершеннолетия». Йэн Томпсон в своём эссе Deconstructing the Hero (рус. Деконструирование героя) пишет, что история сделала именно то, что было нужно для разбора самой идеи героя и задуматься о её значении, а также о том, нужны ли реальному обществу герои, существуй они на самом деле. По его мнению, герои в «Хранителях» разделяют нигилистические настроения, что Мур назвал «простой голой правдой», что рушит строившуюся десятилетиями концепцию супергероя, стремившегося спасти общество. Томпсон добавил, что такая подача образа героя, возможно, намекает на то, что их время прошло. Ричард Рейнольдс писал, что ввиду отсутствия традиционного разделения в «суперзлодеи — супергерои», персонажи вынуждены противостоять «более нематериальным, нравственным и социальным проблемам», добавив, что это снимает с супергероя устоявшиеся клише и ожидания.
Джефф Клок использовал термин «нарративность», заимствованный из историографии, для определения структуры серии и интерпретации повествования, а также сравнивал «Хранителей» с вышедшей в том же году мини-серией Фрэнка Миллера Batman: The Dark Knight Returns (рус. Бэтмен: Возвращение Тёмного рыцаря) как началом периода нового типа комиксов и перехода супергероя от фантастики к более осмысленному литературному стилю. Клок отмечал, что реализм Мура стал причиной своеобразного кенозиса книг комиксов, но не облагородив персонажей или расширив их способности, а скорее меняя историческую концепцию супергероя, надев на них маски борцов с преступностью и поместив в более реалистичный мир, нежели изображался обычно. В 2003 году Мур отметил, что спустя пятнадцать лет с момента выхода серии было выпущено много комиксов в похожем стиле, изображающем постмодернистских героев, мрачных, пессимистичных и порой жестоких, и не все из них были удачными, чтобы ставить их в одни ряд с «Хранителями» или рекомендовать к прочтению.

## Издания и вопрос авторских прав
Когда Мур и Гиббонс представили первый выпуск «Хранителей» своим коллегам по DC Comics, последние были поражены. Гиббонс вспоминает: «Что на самом деле поразило, так это реакция [писателя/художника] Говарда Чайкина, который не просто мельком одобрил нашу работу, но подошёл и сказал: „Дейв, то что ты сделал в Хранителях просто, чёрт подери, отлично“». В 1986 году Мур заявил: «DC постоянно опекали нас … и всячески поддерживали даже в вопросах, связанных с самыми красочными излишествами» . Для рекламной кампании комикса DC выпустили коллекцию значков, отражающую ключевых персонажей и события серии. Десять тысяч комплектов из четырёх значков, включавших в том числе копию окровавленного смайла, по сюжету принадлежавшего Комедианту, были выпущены и распроданы. Mayfair Games выпустили модуль «Хранителей» для своей серии игр DC Heroes Role-playing Game, которая была выпущена перед завершением комикса. Модуль, одобренный Муром, добавил деталей к предыстории комикса, показывая события, произошедшие в 1966 году.
«Хранители» были изданы одиночными выпусками в течение 1986 и 1987 года. Серия стала успешной, и её продажи помогли DC временно превзойти своих конкурентов — Marvel Comics. Публикация серии задерживалась, поскольку из запланированного графика было завершено полностью три выпуска, а не шесть, как считал нужным Лен Вейн. Дальнейшие задержки были обусловлены тем, что создание каждого из поздних выпусков занимало по месяцу. Боб Стюарт из The Comics Journal сказал следующее о двенадцатом выпуске, который DC требовали от Мура и Гиббонса подготовить к выпуску в апреле 1987 года: «Похоже, он не выйдет в свет раньше июля или августа».
После завершения серии отдельные выпуски были собраны и выпущены в продажу в мягкой обложке. Вместе с выпущенной в 1986 году мини-серией Френка Миллера Batman: The Dark Knight Returns (рус. Бэтмен: Возвращение тёмного рыцаря) «Хранители» были переизданы как графический роман. Такой термин позволял DC и другим издателям продавать сборники аналогичных комиксов так, что они ассоциировались с романами, но переставали ассоциироваться с комиксами. В результате рекламы, привлекшей внимание к таким книгам, как «Хранители», в 1987 году книжные магазины и библиотеки стали отводить им отдельные полки. В дальнейшем новые комиксы выпускались с целью дальнейшего их переиздания в коллекционной форме всех выпусков вместе. В 1987 году Graphitti Design выпустили специальную ограниченную версию в твёрдой обложке, содержавшую 48 страниц бонусного материала, включая оригинальный концепт-арт и предредакционный материал. В 2005 году DC выпустили Absolute Watchmen — крупноформатную версию серии в твёрдой обложке и формате DC Comics Absolute Edition. Будучи собранным под редакцией Дэйва Гиббонса, Absolute Watchmen включал в себя материал Graphitti, а также восстановленные и перекрашенные работы колориста Джона Хиггинса. В 2008 году Warner Bros. Entertainment выпустили Watchmen Motion Comics — серию анимированных оригинальных комиксов. В России серия была опубликована в виде графического романа издательством Амфора в 2009 году (ISBN 978-5-367-00923-1). В 2012 году издательством Комикс-Арт было объявлено о приобретении прав на издание в России «абсолютного» издания «Хранителей» совместно с издательством Азбука-Аттикус.

### Вопрос авторских прав
В 1989 году Мур сообщил, что покинул DC из-за недопонимания относительно условий контракта на написание «V — значит вендетта» вместе с художником Дэвидом Ллойдом и «Хранителей» с Гиббонсом. В конечном счёте он решил, что возвращаться не имеет смысла, так как DC в любом случае не снимет оба романа с печати. В интервью The New York Times в 2006 году он сказал в отношении DC Comics: «Да ладно…вы сумели легко надуть меня, и поэтому я никогда не буду снова работать на вас». В 2000 году Мур официально дистанцировался от планов DC выпустить приквел «Хранителей» к пятнадцатой годовщине серии, и несмотря на то, что DC пытались наладить свои отношения с писателем, Мур прокомментировал ситуацию: «Насколько я могу судить, пятнадцатая годовщина „Хранителей“, это исключительно пятнадцатая годовщина того, как DC забрала права на „Хранителей“ у меня и Дэйва [Гиббонса]». Спустя некоторое время DC полностью отменили выпуск коллекционных фигурок с изображением персонажей Хранителей, хотя прототипы были представлены в 2000 году на San Diego Comic-Con International. В 2010 году Мур рассказал, что DC предложили ему вернуть права на «Хранителей» в течение недели, если он согласится взяться за написание приквела, на что Мур ответил: «Если бы они предложили мне это 10 лет назад, когда я просил их об этом, я бы сказал да, и это бы, возможно, сработало… Но сейчас я не хочу назад к „Хранителям“».

### Приквел
В 1985 году Алан Мур сказал, что в случае, если серия будет успешна, то он, возможно, займётся написанием приквела вместе с Дэйвом Гиббонсом, где расскажет историю Ополченцев более подробно. После выхода «Хранителей» DC предоставили Муру шанс приступить к работе над приквелом из двенадцати частей, а также дневник Роршаха и журнал Комедианта времён войны во Вьетнаме, а также намекали на возможность использования тех же персонажей другими авторами в рамках мультивселенной DC, однако Мур настоял на том, чтобы персонажи так и остались принадлежать исключительно серии о Хранителях и не менялись, однако заинтересовался предложением подробнее развить тему Ополченцев, назвав это данью уважения Золотому веку комиксов, и добавил, что было бы интересно написать историю, окончание которой уже известно. Однако вскоре Мур разорвал контракт с DC Comics, после того как не достиг договорённости относительно авторских прав на персонажей. Позже Мур рассказал, что фактически DC больше никогда не использовали персонажей «Хранителей», а Мур и Гиббонс получили по восемь процентов прибыли с продаж серии, а также в дополнение к этому, DC доплачивала им «значительную сумму денег» в качестве компенсации за сохранение авторских прав за редакцией.
В октябре 2011 года DC Comics сообщили, что всё-таки намерены выпустить приквел серии. Четыре выпуска будут написаны писателем Дарвином Куком, который ещё ранее сообщал о крупном проекте, над которым работает совместно с DC, и который может «шокировать» читателей, несмотря на напряжённость в издательстве после крупномасштабного «перезапуска» сразу пятидесяти двух серий осенью 2011 года. После нескольких месяцев слухов в феврале 2012 года издательство подтвердило, что летом того же года будет выпущена серия-приквел под названием Before Watchmen, состоящая из семи выпусков. В создании серии примут участие писатели Дж. Майкл Стражински, Брайан Аззарелло, Дарвин Кук и Лен Вейн, а также художники Ли Бермехо, Дж. Джонс, Адам Хьюз, Энди Куберт, Джо Куберт и Аманда Коннер. Мур отказался иметь какое-либо отношение к проекту, в то время как Гиббонс одобрил его.

## Экранизация

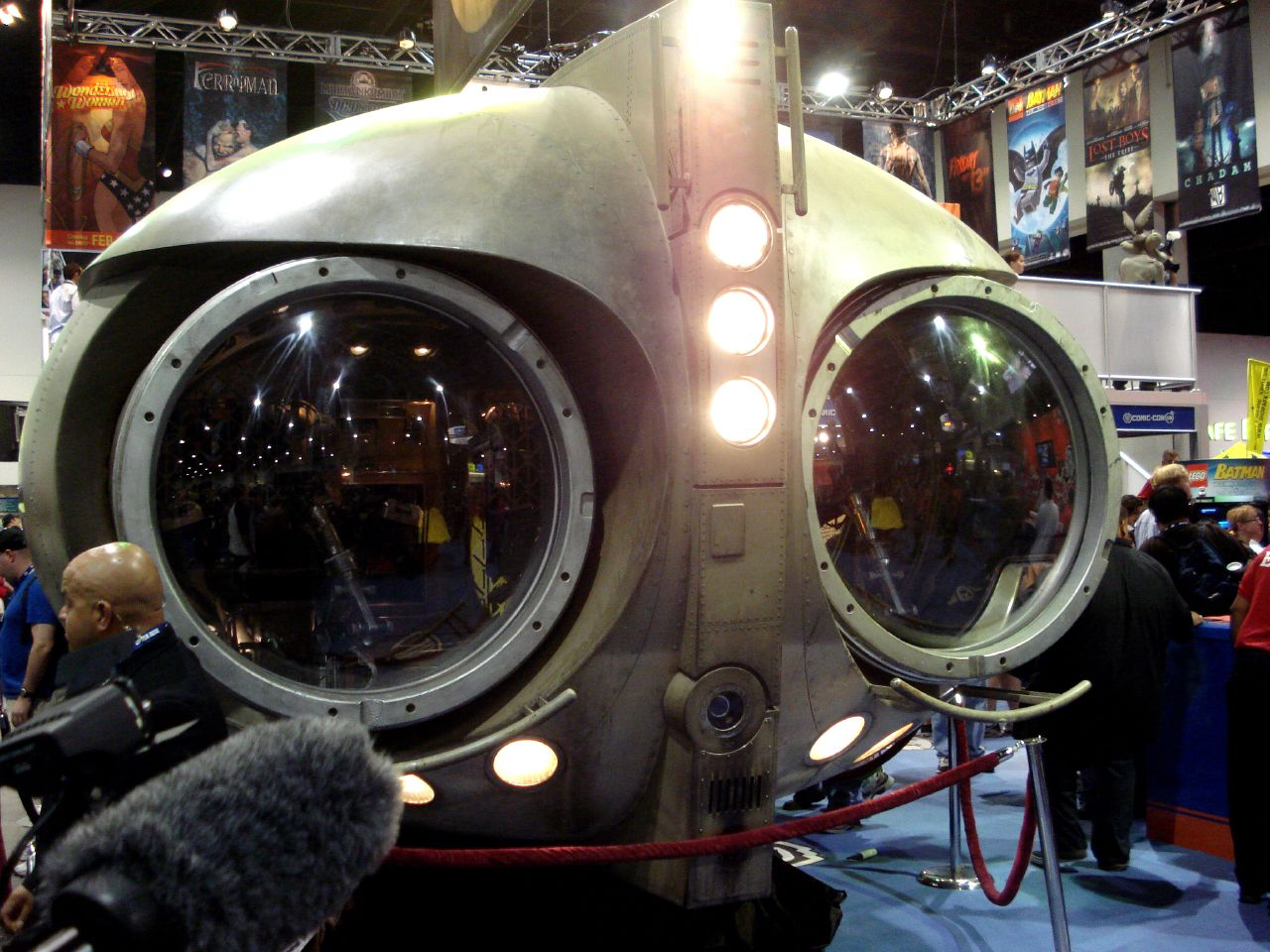
«Арчи» — летательный аппарат Ночной Совы II из фильма «Хранители» на выставке San Diego Comic-Con International в 2008 году

Многочисленные попытки адаптировать роман для кино предпринимались с 1986 года, когда продюсеры Лоуренс Гордон и Джоэл Силвер приобрели права на экранизацию для компании 20th Century Fox . Компания попросила Алана Мура написать сценарий на основе его серии, однако он отклонил предложение, и на место сценариста был нанят Сэм Хэмм. Хэмм взял на себя смелость переписать окончание «Хранителей», включив туда временной парадокс. Однако в 1991 году 20th Century Fox оставила проект, и права перешли студии Warner Bros., где Терри Гиллиам и Чарльз МакКаун переписали сценарий Хэмма. Они включили в сценарий дневники Роршаха в качестве голоса за кадром, а также восстановили некоторые сцены, которые были опущены Хэммом. Гиллиам и Джоэл Силвер могли рассчитывать на бюджет не более $ 25 млн (лишь четверть необходимого бюджета), так как их предыдущие фильмы не покрыли затраченные расходы. Гиллиам отказался от проекта, сказав, что «Хранители» неэкранизируемы, и сократить весь сюжет в 2—2,5 часовой фильм просто невозможно. После того, как Warner Bros. отказалась от идеи экранизации, Лоуренс Гордон пригласил Гиллиама вернуться и самому встать у руля проекта, но Гиллиам не принял предложения, утверждая, что нужно снять пятичасовой мини-сериал, а не один фильм.
В октябре 2001 года Гордон совместно с Ллойдом Левином и Universal Studios привлёк к проекту Дэвида Хейтера для написания сценария, однако Хейтер вскоре покинул студию по причине творческих разногласий, а Гордон и Левин выразили заинтересованность к сотрудничеству со студией Revolution Studios, но студия прекратила существование в 2007 году.
В июле 2004 года было анонсировано, что экранизацией «Хранителей» займётся Paramount Pictures, а Даррен Аронофски был заинтересован в должности режиссёра проекта и даже ознакомился со сценарием Хейтера. Когда Аронофски решил сосредоточиться на фильме «Фонтан», на его место рассматривался Пол Гринграсс, однако подготовка к производству фильма была приостановлена.
В октябре 2005 года Гордон и Левин встретились с Warner Bros. для повторного обсуждения перспектив экранизации. Впечатлённые работой Зака Снайдера над фильмом «300 спартанцев», Warner Bros. направились сразу к нему и предложили занять кресло режиссёра. Алекс Цэ частично переписал сценарий Хейтера, сделав его более схожим с оригиналом. Как в работе над «300 спартанцами», Снайдер использовал кадры из комикса для раскадровки. Он увеличил количество боевых сцен, добавил побочный сюжет о распределении энергетических ресурсов, чтобы сделать фильм более актуальным. Хотя Снайдер был сторонником оставления оригинальных костюмов из комиксов, он сделал внешний вид Ночной Совы II более устрашающим, а костюм Озимандии — более похожим на броню и надувные мышцы, как в фильме 1997 года «Бэтмен и Робин». Гиббонс сотрудничал со Снайдером во время производства фильма, в то время как Мур традиционно отказался от какого-либо упоминания его имени в экранизациях его работ. В интервью Entertainment Weekly в 2008 году Мур рассказал, что не заинтересован в том, чтобы поддерживать Снайдера и его начинания относительно киноадаптации романа, так как некоторые вещи перенести на экран невозможно, и роман был изначально направлен показать то, что другие форматы не в состоянии.
Премьера первого трейлера фильма состоялась в 2008 году, и DC решили выпустить дополнительный тираж в 900 000 копий, чтобы удовлетворить спрос на книгу, который вызвала рекламная кампания, ожидая годовой тираж более миллиона экземпляров. В то же время кинокомпания 20th Century Fox подала судебный иск, требуя запретить выпуск фильма, однако вскоре отказалась от своих претензий, и Fox добилась процента от кассовых сборов по всему миру и авторских прав на все спин-оффы и перезапуски. Фильм вышел в прокат в марте 2009 года, а главные роли исполнили Малин Акерман (Лори Юспешик), Джеки Эрл Хейли (Роршах), Патрик Уилсон (Дэниэл Драйберг), Билли Крудап (Доктор Манхэттен), Мэтью Гуд (Адриан Вейдт) и Джеффри Дин Морган (Комедиант).
Фильм при бюджете в $ 130 млн собрал в прокате всего $ 185 млн и получил смешанные отзывы критиков. На сайте Rotten Tomatoes картина имеет рейтинг 64 % и среднюю оценку 6,2/10 на основе 272 обзоров. Сайт Metacritic выставил фильме 56 баллов из 100 на основе среднего арифметического взвешенного из 39 рецензий. Фильм получил прокатный рейтинг  из-за откровенных и жестоких сцен, а по данным сайта ''CinemaScore'', который выставил фильму оценку B из интервала от максимальной А до минимальной F, основную аудиторию фильма составляли взрослые мужчины и женщины.
«Легенды Чёрной шхуны» были выпущены в виде мультфильма direct-to-video в том же месяце, а моряка в нём озвучил Джерард Батлер, который снялся в фильме Снайдера «300 спартанцев». Спустя 4 месяца мультфильм был включён в DVD-версию фильма в качестве врезок в сюжет, когда мальчик читает комикс рядом с лотком с прессой. Лен Вейн, редактор романа, стал автором видеоигры-приквела Watchmen: The End Is Nigh.
В марте 2009 года вместе с полнометражным фильмом на DVD была также выпущена 12-серийная анимированная версия графического романа — Watchmen: Motion Comics. Все персонажи мультсериала были озвучены одним актёром — Томом Стечшультом.

## Признание
С момента выпуска «Хранители» особняком стояли ото всех остальных изданий комиксов. В книге Art of the Comic Book: An Aesthetic History (рус. Искусство комиксов: Эстетическая история) Роберт Харви писал, что Мур и Гиббонс в своём романе продемонстрировали «невиданную ранее мощность» истории, которая появлялась в комиксах, а сцена «35 минут спустя» считается одной из самых драматичных за всю историю комиксов. Роберт Итзкофф из The New York Times в своей рецензии писал, что мрачная сюжетная линия «Хранителей» стала важнейшим элементом современных комиксов о супергероях, а сам Мур, который отличается от других художников стремлением к изображению жестокости в своих сюжетах, не только не побоялся сломать устоявшиеся границы, но и установить новые. В 1999 году издание The Comics Journal поместило «Хранителей» на 91 место в своём списке сотни лучших англоязычных комиксов XX века. «Хранители» стали единственным графическим романом, появившимся в рейтинге «Сто величайших романов» по версии Time в 2005 году. Time заявил, что серия «согласно общему мнению — лучшая в своем поколении» среди комиксов новой волны, выпускавшихся в то время, и охарактеризовал «Хранителей» как «превосходный подвиг воображения, объединяющий научную фантастику, политическую сатиру, аллюзии на комиксы прошлого и основательную переработку нынешних графических форматов в антиутопическую детективную историю». Критик издания Лев Гроссман описал свои эмоции после прочтения как «сердце колотилось, душераздирающее чтиво». В 2005 году журнал Entertainment Weekly поместил произведение на тринадцатую позицию в списке пятидесяти лучших романов за последние 25 лет, охарактеризовав его как «величайшая из рассказанных историй о супергероях, доказывающая, что комиксы могут обладать умным повествованием, вызывающим эмоциональный отклик». В 2009 году сайт Comic Book Resources поставил «Хранителей» на первую строчку в списке ста лучших сюжетных линий комиксов. В том же году Лидия Миллет из The Wall Street Journal высказала собственное мнение относительно «Хранителей» и заработанной ими популярности, отметив, что ярко нарисованные панели, капризные цвета и пышность персонажей делают его популярность несоразмерной с проделанной работой: «Это просто странно утверждать, что иллюстрированный рассказ стал соперником в художественных достоинствах таких шедевров как Acme Novelty Library Криса Уэйра или работ Эдварда Гори».
«Хранители» стали одним из двух произведений, вдохновивших дизайнера Винсента Конкаре на создание семейства шрифтов Comic Sans. В 2009 году Brain Scan Studios выпустила пародию на «Хранителей» — ''Watchmensch'' писателя Рича Джонстона, который рассказывает о команде юристов, которые после смерти одного из их коллег (пародии на Комедианта) объединяются, чтобы искоренить заговор в индустрии комиксов. Самый популярный видеоблогер YouTube — Рэй Уильям Джонсон — снимает свои обзоры на фоне стены, обклеенной страницами графического романа «Хранители».

## Награды
Серия была номинирована на премию журнала ''Comic Buyers Guide'', освещающего события американской индустрии комиксов. Победители определяются посредством голосования, а остальные девять номинантов распределяются по местам в зависимости от числа набранных голосов. В 1986 году «Хранители» заняли 3 место в номинации «Лучшая книга комиксов», 2 место в «Лучшая ограниченная серия» и первое — в номинации «Лучшая серия комиксов в текущей продаже». Алан Мур получил награду как лучший писатель, Джон Хиггинс занял девятое место в номинации «Лучший колорист», а Роршах — четвёртое место в номинации «Лучший персонаж».
| Награды и номинации | Награды и номинации    | Награды и номинации                                                  | Награды и номинации               | Награды и номинации |
| Год                 | Награда                | Категория                                                            | Номинант                          | Результат           |
| ------------------- | ---------------------- | -------------------------------------------------------------------- | --------------------------------- | ------------------- |
| 1987                | Премия Кирби           | Лучший одиночный выпуск                                              | Watchmen №1                       | Номинация           |
| 1987                | Премия Кирби           | Лучший одиночный выпуск                                              | Watchmen №2                       | Номинация           |
| 1987                | Премия Кирби           | Лучшая новая серия                                                   | Watchmen                          | Победа              |
| 1987                | Премия Кирби           | Лучший писатель                                                      | Алан Мур, Watchmen                | Победа              |
| 1987                | Премия Кирби           | Лучший писатель/художник или команда писателя/художника              | Алан Мур и Дэйв Гиббонс, Watchmen | Победа              |
| 1988                | Премия Харви           | Лучший писатель                                                      | Алан Мур, Watchmen                | Победа              |
| 1988                | Премия Харви           | Лучший художник                                                      | Дэйв Гиббонс, Watchmen            | Победа              |
| 1988                | Премия Харви           | Лучший колорист                                                      | Джон Хиггинс, Watchmen            | Победа              |
| 1988                | Премия Харви           | Специальная награда за выдающиеся достижения в производстве комиксов | Алан Мур, Дэв Гиббонс, Watchmen   | Победа              |
| 1988                | Премия Харви           | Лучшая продолжающаяся или ограниченная серия                         | Watchmen                          | Победа              |
| 1988                | Премия Харви           | Лучший одиночный выпуск                                              | Watchmen №9                       | Победа              |
| 1988                | Премия Харви           | Лучший графический альбом                                            | Watchmen                          | Победа              |
| 1988                | Премия Айснера         | Лучшая завершившаяся серия                                           | Watchmen                          | Победа              |
| 1988                | Премия Айснера         | Лучший графический альбом                                            | Watchmen                          | Победа              |
| 1988                | Премия Айснера         | Лучший писатель                                                      | Алан Мур, Watchmen                | Победа              |
| 1988                | Премия Айснера         | Лучшая команда художника/писателя                                    | Дейв Гиббонс и Алан Мур, Watchmen | Победа              |
| 2006                | Премия Айснера         | Лучшая архивная коллекция                                            | Absolute Watchmen                 | Победа              |
| 1988                | Премия Хьюго           | Другой жанр                                                          | Watchmen                          | Победа              |
| 1987                | Eagle Award            | Лучший писатель (США)                                                | Алан Мур, Watchmen                | Победа              |
| 1987                | Eagle Award            | Лучший писатель (Великобритания)                                     | Алан Мур, Watchmen                | Победа              |
| 1987                | Eagle Award            | Лучший комикс                                                        | Watchmen                          | Победа              |
| 1987                | Eagle Award            | Лучшая новая серия комиксов*                                         | Watchmen                          | Победа              |
| 1988                | Eagle Award            | Лучший комикс                                                        | Watchmen                          | Победа              |
| 2006                | Eagle Award            | Лучшее переиздание                                                   | Absolute Watchmen                 | Победа              |
| 1988                | Haxtur Award           | Лучший продолжительный комикс                                        | Watchmen                          | Победа              |
| 2002                | National Comics Awards | Лучший комикс всех времён (Великобритания)                           | Watchmen                          | Номинация           |

* Премия Eagle вручается комиксам, вышедшим за прошедший год, а потому «Хранители» получили премию как «Лучшая новая серия» в 1987 году, а не годом ранее.